# میرفنتانیل
میرفنتانیل (به انگلیسی: Mirfentanil) یک ترکیب شیمیایی با شناسه پاب‌کم ۶۰۶۹۸ است. که جرم مولی آن 376.45156 g/mol است. 